# Jevon Holland
Pour les articles homonymes, voir Holland.
(en) Statistiques sur pro-football-reference
Jevon Holland, né le 3 mars 2000 à Coquitlam au Canada, est un sportif professionnel américano-canadien de football américain jouant au poste de Safety dans la National Football League (NFL) depuis la saison 2021 et pour la franchise des Giants de New York dès la saison 2025.
Au niveau universitaire, il a joué pour les Ducks de l'université de l'Oregon pendant trois saisons au sein de la NCAA Division I FBS.
Sélectionné en 36e choix global lors du deuxième tour de la draft 2021 par la franchise des Dolphins de Miami, il obtient une sélection dans l'équipe des meilleurs rookies de la saison 2021. Après quatre saisons à Miami, il devient agent libre et signe le 13 mars 2025 un contrat de trois ans pour un montant de 45,3 millions de dollars avec les Giants de New York,.

## Statistiques
| Année                    | Équipe                   | MJ |                | Plaquages      | Plaquages      | Plaquages      | Plaquages      |                | Interceptions  | Interceptions  | Interceptions | Interceptions |  | Fumbles | Fumbles |
| Année                    | Équipe                   | MJ | Total          | Seul           | Ast.           | Sacks          | Nb.            | Yards          | Déf.           | TD             | Nb.           | Rec.          |  |         |         |
| 2021                     | Dolphins de Miami        | 16 | 69             | 48             | 21             | 2,5            | 2              | 0              | 10             | 0              | 0             | 3             |  |         |         |
| 2022                     | Dolphins de Miami        | 17 | 96             | 77             | 19             | 1,5            | 2              | 64             | 7              | 0              | 1             | 0             |  |         |         |
| 2023                     | Dolphins de Miami        | 10 | 65             | 44             | 21             | 0,0            | 1              | 99             | 3              | 1              | 3             | 0             |  |         |         |
| 2024                     | Dolphins de Miami        | 15 | 62             | 42             | 20             | 1,0            | 0              | 0              | 4              | 0              | 1             | 0             |  |         |         |
| 2024                     | Giants de New York       | ?  | Saison à venir | Saison à venir | Saison à venir | Saison à venir | Saison à venir | Saison à venir | Saison à venir | Saison à venir | ?             | ?             |  |         |         |
| Totaux dans la NFL       | Totaux dans la NFL       | 59 | 292            | 211            | 81             | 5,0            | 5              | 163            | 20             | 1              | 5             | 3             |  |         |         |
| Totaux chez les Dolphins | Totaux chez les Dolphins | 59 | 292            | 211            | 81             | 5,0            | 5              | 163            | 20             | 1              | 5             | 3             |  |         |         |

| Année      | Équipe            | MJ |       | Plaquages | Plaquages | Plaquages | Plaquages |       | Interceptions | Interceptions | Interceptions | Interceptions |  | Fumbles | Fumbles |
| Année      | Équipe            | MJ | Total | Seul      | Ast.      | Sacks     | Nb.       | Yards | Déf.          | TD            | Nb.           | Rec.          |  |         |         |
| 2022       | Dolphins de Miami | 1  | 10    | 9         | 1         | 0,0       | 1         | 29    | 2             | 0             | 0             | 0             |  |         |         |
| Totaux NFL | Totaux NFL        | 1  | 10    | 9         | 1         | 0,0       | 1         | 29    | 2             | 0             | 0             | 0             |  |         |         |